# Adolf Gruber
Adolf „Dolfi“ Gruber (* 15. Mai 1920 in Wien; † 7. Januar 1994 ebenda) war ein österreichischer Langstreckenläufer.
Nachdem er die Hotelfachschule absolviert hatte, wurde er im Zweiten Weltkrieg eingezogen. An der Russlandfront wurde er durch Maschinengewehrfeuer am linken Oberarm schwer verwundet. Ursprünglich Radsportler, wechselte er aufgrund der Spätfolgen dieser Verletzung nach dem Krieg zum Laufsport.
Von 1952 bis 1963 wurde er zwölfmal in Folge österreichischer Meister im Marathon, außerdem errang er acht nationale Titel im 25-km-Straßenlauf (1953, 1955–1958, 1960, 1961, 1965), zwei über 5000 m (1956, 1957), fünf über 10.000 m (1956, 1957, 1959, 1961, 1962) und zwei im 3000-Meter-Hindernislauf (1958, 1959).
1952 kam er beim Marathon der Olympischen Spiele in Helsinki auf den 39. Platz und wurde Siebter beim Košice-Marathon. Einem fünften Platz beim Enschede-Marathon 1953 folgte ein 16. Platz beim Marathon der Leichtathletik-Europameisterschaften 1954 in Bern. In Košice stellte er als Siebter mit 2:33:41 h einen österreichischen Rekord auf. Im Jahr darauf verbesserte er als Achter in Košice diese Marke auf 2:31:45 h.
1956 folgten zwei weitere Rekorde: Bei einem Lauf in Wien erzielte er am 20. Mai eine Zeit von 2:25:18 h, vier Wochen später wurde er beim Polytechnic Marathon Sechster in 2:24:48 h. Beim Marathon der Olympischen Spiele in Melbourne lief er auf dem 23. Rang ein.
1958 siegte er beim Paderborner Osterlauf über 30 km. Als Zweiter beim Polytechnic Marathon gelang ihm sein fünfter nationaler Rekord über die 42,195-km-Distanz: 2:23:30 h. Beim Marathon der Europameisterschaften in Stockholm belegte er den 16. Platz, in Košice wurde er Achter. Einem dritten Platz in Enschede 1959 folgte 1960 der Sieg beim Internationalen Freundschaftsmarathon in Szeged, ein 52. Platz bei den Olympischen Spielen in Rom und ein fünfter Platz in Košice.
1961 wurde er Achter beim Boston-Marathon und Sechster in Enschede. 1963 siegte er bei vier Marathonläufen in den Vereinigten Staaten, davon zweimal mit Zeiten unter 2:30 Stunden (am 4. Juli in Bridgeport mit 2:27:15 h und am 3. November in Atlantic City mit 2:27:59 h). Seine Siegerzeit beim Shanahan Catholic Club Marathon in Philadelphia Anfang 1964 (2:20:06 h) wurde vom österreichischen Verband ebenso wenig anerkannt wie die auf einer eindeutig zu kurzen Strecke (40,6 km) erzielten 2:13:56 h bei der offenen belgischen Meisterschaft im Juni, und so wurde ihm eine vierte Olympiateilnahme verwehrt.
Nach dem Ende seiner aktiven Laufbahn versuchte sich Gruber 1965 als Trafikant, scheiterte jedoch bald, da er seinen Unwillen über die Angewohnheit des Tabakrauchens bei seinen Kunden nicht verbergen konnte. Danach knüpfte er an seinen nach dem Krieg erlernten Beruf als staatlich geprüfter Sportlehrer an und wirkte als Fitnessberater und Trainer. 1977 gehörte er zu den Mitbegründern des LCC Wien. Seine unermüdlichen Bemühungen, Lauftalente für seinen Verein zu rekrutieren und die sich auf der Hauptallee des Praters tummelnden Freizeitläufer mit Ratschlägen zu versorgen, brachten ihm den Ruf eines Wiener Originals ein. Sein Grab befindet sich am Hernalser Friedhof (Gruppe 58, Reihe 8, Nummer 6).

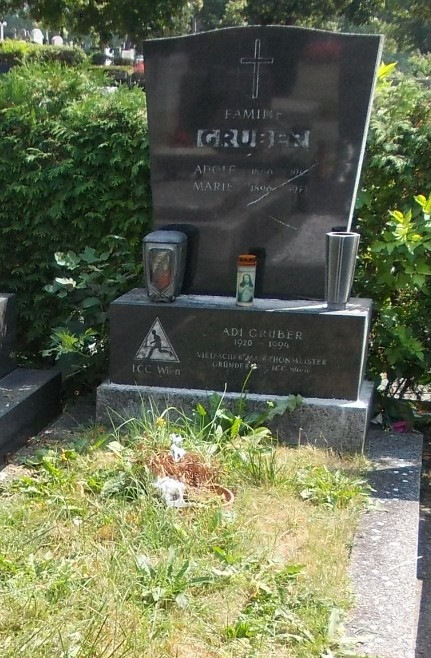
Grabstätte von Adolf Gruber

Im Wiener Gemeindebezirk Donaustadt wurde der Dolfi-Gruber-Weg in Kagran 1995 nach ihm benannt.

## Persönliche Bestzeiten
- 5000 m: 15:06,0 min, 3. August 1956, Wien
- 10.000 m: 31:48,2 min, 2. August 1957, Leoben
- 25-km-Straßenlauf: 1:24:30 h, 8. Mai 1960, Mattersburg
- Marathon: 2:23:30 h, 27. Juni 1958, Chiswick
- 3000 m Hindernis: 9:32,0 min, 24. Juli 1959, Feldkirch-Gisingen